# Ida (imię)
Ida – żeńskie imię germańskie o dyskusyjnej etymologii, notowane w Polsce od 1265 roku w formach Ida i Hida, ze zdrobnieniami Idka, Idźka, Hidka. Stanowi formę skróconą od germańskich imion złożonych z pierwszym członem Id-, takich jak Ideburga bądź Iduberga (człon ów jest związany ze stnord. idh – „działalność”, stang. idig – „pilny”, lub też z pierwszym członem Hid- (Hild- – „walka, bitwa”; zanik h w nagłosie wynikałby z wpływów romańskich).
Nazwa osobowa Ida bywa wywodzona także ze stsas. idis, stwniem. itis – „istota kobiecości” (tłumaczone też jako „wieszczka, jasnowidząca”), por. także angsas. ides i stnord. dis – „kobieta, dziewica”. Trzecią hipotezą jest pochodzenie Idy od imion dwuczłonowych, u których podstawą do skrócenia stawał się człon drugi, takich jak Adelajda. Kolejnym wyjaśnieniem jest związek ze stang. pierwszym członem imion złożonych Ead- (por. Edward, Edyta) – w takim razie Ida oznaczałaby „ciesząca się pomyślnością, bogata, błogosławiona”.
Forma Ita stanowi oboczną formę Idy, jakkolwiek może także być zdrobnieniem od Judyty.

## Idaimieninyobchodzi
- 15 stycznia, jako wspomnienie św. Ity Irlandzkiej,
- 13 kwietnia, jako wspomnienie bł. Idy z Boulogne oraz bł. Idy z Leuven[5],
- 8 maja, jako wspomnienie św. Idubergi (Idy, Itty) z Nivelles[6],
- 4 września, jako wspomnienie św. Idy z Herzfeldu, wnuczki Karola Młota,
- 29 października, jako wspomnienie bł. Idy z Leeuw[5]

## Znane osoby noszące imię Ida
- Ida (zm. 1060) – opatka w Kolonii
- Ida z Nivelles (zm. 1231) – błogosławiona cysterka (wspomnienie 12 grudnia)
- Ida Bauer – pacjentka Zygmunta Freuda
- Ida Blom – norweska historyk
- Ida Corr – duńska wokalistka
- Ida Fink – polskojęzyczna pisarka pochodzenia żydowskiego
- Ida Haendel – światowej sławy polska skrzypaczka pochodzenia żydowskiego
- Ida Ingemarsdotter – szwedzka biegaczka narciarska
- Ida Kamińska – polska aktorka teatralna i filmowa oraz reżyser pochodzenia żydowskiego
- Ida Kurcz – polska psycholog
- Ida Lupino – aktorka, reżyserka i scenarzystka angielska
- Ida Łotocka-Huelle – polska malarka
- Ida McKinley – pierwsza dama Stanów Zjednoczonych (1847–1901) jako żona prezydenta Williama McKinleya
- Ida Mett – działaczka i autorka anarchistyczna
- Ida Noddack – chemiczka i odkrywczyni niemiecka
- Ida Nowakowska – polska aktorka filmowa i musicalowa, tancerka
- Ida May Park (1879 lub 1880 – 1954) – amerykańska reżyserka, scenarzystka i aktorka, jedna z najważniejszych reżyserek wytwórni Universal w epoce kina niemego
- Ida von Reinsberg-Düringsfeld – niemiecka pisarka
- Ida Schöpfer – była szwajcarska narciarka alpejska
- Ida Wettyn (ur. 1031/1035, zm. po 1061) – księżna czeska z dynastii Wettynów, żona księcia Spycigniewa II

## Postacie fikcyjne noszące imię Ida
- Ida Borejko – tytułowa bohaterka Idy sierpniowej Małgorzaty Musierowicz
- Ida Brzezińska – bohaterka cyklu powieści Szamanka od Umarlaków Martyny Raduchowskiej
- Ida Greenberg – bohaterka serialu Gotowe na wszystko
- Ida Jungman – bohaterka powieści Buddenbrookowie Tomasza Manna
- Ida Lebenstein – tytułowa bohaterka filmu Pawła Pawlikowskiego Ida
- Ida Svensson – bohaterka serii powieści o Emilu ze Smalandi Astrid Lindgren